# خورخي مانويل
خورخي مانويل (بالإنجليزية: Jorge Manuel)‏ هو مصمم أزياء أمريكي وكوبي، ولد في 19 يوليو 1980 في ميامي في الولايات المتحدة.